# San Antonio Suchitepéquez
San Antonio Suchitepéquez – miasto na południowym zachodzie Gwatemali, w departamencie Suchitepéquez. Według danych szacunkowych z 2012 roku liczba mieszkańców wynosiła 20 165 osób. 
San Antonio Suchitepéquez leży około 11 km na wschód od stolicy departamentu – miasta Mazatenango. Miejscowość leży na wysokości 359 metrów nad poziomem morza, u podnóża gór Sierra Madre de Chiapas, w odległości około 45 km od brzegu Pacyfiku. 

## Gmina San Antonio Suchitepéquez
Miejscowość jest także siedzibą władz gminy o tej samej nazwie, która jest jedną z dwudziestu gmin w departamencie. W 2013 roku gmina liczyła 51 545 mieszkańców. Gmina jak na warunki Gwatemali jest mała, a jej powierzchnia obejmuje 64 km². Jest zamieszkała głównie przez ludność posługującą się językiem kicze. Mieszkańcy gminy utrzymują się głównie z uprawy roli, hodowli zwierząt i rzemiosła artystycznego. W rolnictwie dominuje uprawa trzciny cukrowej, kawowca, kukurydzy, bananowca, chili oraz pozyskiwaniem kauczuku naturalnego.
Klimat gminy jest równikowy, według klasyfikacji Köppena, należy do klimatów tropikalnych monsunowych (Am), z wyraźną porą deszczową występującą od maja do października.